# Tiefgründung
Die Tiefgründung beschreibt ein Bauverfahren, um die Bauwerkslasten nicht direkt unterhalb des Bauwerks in den Untergrund zu leiten (wie bei der Flachgründung), sondern über zusätzliche senkrechte Elemente tiefer in die Erde abzuleiten und dort abzutragen. Eine Tiefgründung wird dann erforderlich, wenn die oberflächennahen Schichten nicht tragfähig genug sind und ein Bodenaustausch nicht wirtschaftlich ist.
Man unterscheidet die Tiefgründungen nach ihren Tragelementen Pfahl, Brunnen und Senkkasten.

## Pfahl
Pfähle sind die älteste Tiefgründung. Es gibt die verschiedensten Arten, die nach folgenden Kriterien eingeteilt werden:

### Baustoff
- Holzpfahl
- Stahlpfahl
- Betonpfahl
- Stahlbetonpfahl
- Spannbetonpfahl
- Stahlfaserbetonpfahl

### Einbringungsart
- Rammen
- Rütteln
- Vibrieren
- Einspülen
- Bohren
- Pressen

### Beanspruchung
- Druck
- Zug
- Biegung

### Art der Krafteinleitung
- über Mantelreibung
- über Spitzendruck

### Verwendungsart
- Einzelpfahl, z. B. Monopile im Offshore-Bereich (meist vertikale Lasten)
- Pfahlroste (bei großen Bauwerken)
- Pfahlwand (bei Erddruckbelastung)
- Drainagepfahl (zur Grundwasserentnahme bzw. -rückgabe)

### Herstellungsart
- Fertigteilpfähle (werden in Fabriken hergestellt – Holz, Stahl, Spannbeton)
- Ortpfähle (Holz und Beton mit Stahlbewehrung oder Stahlfasern)

## Brunnengründung
Bei Brunnengründungen wird ein kreisförmiger oder elliptischer Querschnitt mit den Grundrissabmessungen von 2 bis 10 m in den Untergrund bis in große Tiefen hergestellt (abgeteuft). Damit ist es möglich, sehr hohe Bauwerkslasten in den tieferen Untergrund abzuleiten. Besonders geeignet sind Brunnengründungen zum zusätzlichen Ableiten von Horizontalkräften wie Erddruck und auch von Biegemomenten aus Säulen und Stützen.
Bei der Herstellung werden die unterschiedlichsten Verfahren angewendet, wobei der Unterschied hauptsächlich in der Art der Stützung des Erdreiches besteht.
- Brunnenringe werden oben aufgesetzt und mit den darunterliegenden verbunden. Dabei wird der Aushub innerhalb der Ringe fortgesetzt, die Brunnenringe sacken infolge ihres Gewichtes nach und stützen somit das Erdreich.
- Stützung mit Tübbingen. Der Aushub wird innerhalb des Brunnens so durchgeführt, dass die einzelnen Brunnensegmente (Tübbinge) unter den bereits bestehenden Tübbingringen eingebaut werden können. Nachdem alle Tübbinge in einer Höhenlage versetzt sind, ist der Ring geschlossen und es kann die Fixierung (Verschraubung, Verkeilung und Verpressung) stattfinden.
- Spritzbetonsicherung. Hierbei wird jeweils ein Spritzbetonring von oben nach unten eingebaut, wobei jeweils kleine Felder geöffnet werden, die dann mit Spritzbeton geschlossen werden. Der Spritzbeton kann mit Bewehrungsmatten verstärkt werden. Neuerdings wird Stahlfaserbeton als Spritzbeton verwendet, da dieser einfacher zu verarbeiten ist.
- Pfähle oder Hochdruckbodenvermörtelung (HDBV) können entlang des Umfanges eines Gründungsbrunnens angeordnet werden, so dass ein geschlossener Ring entsteht.

Bei der Brunnengründung werden entsprechend den statischen Erfordernissen die zu übertragenden Lasten und Momente in den Brunnenkörper eingeleitet. Dazu wird der Innenraum mit Stahlbeton oder Stahlfaserbeton ausgefüllt.

## Senkkasten
Neben der Pfahlgründung sind Senkkästen die älteste Art von Tiefgründungen. Schon im Altertum wurden Hafenbauten und Brücken mittels Senkkästen gegründet. Heute werden Senkkästen vornehmlich für Bauwerke im und unter dem Grundwasserbereich verwendet. Dabei werden sie im Endausbau für die unterschiedlichsten Aufgaben eingesetzt. So sind Pumpstationen eines Grundwasserwerkes mittels Senkkasten hergestellt worden. Auch ganze U-Bahn-Strecken (z. B. Amsterdam) wurden mittels Senkkasten hergestellt.
Es gibt bei der Herstellung zwei unterschiedliche Arten:
- offener Senkkasten dabei wird der Aushub von oben her mit einem Seilbagger vorgenommen. Der Kasten senkt sich auf Grund seines Eigengewichtes im Zuge des Aushubes ab. Eine Wasserhaltung ist dabei nicht erforderlich, da ja auch unter Wasser ausgehoben werden kann. Ist der Senkkasten in seiner endgültigen Lage angekommen, wird mittels Unterwasserbeton im Bereich der Unterseite eine Abdichtung geschaffen. Anschließend kann das im Kasten verbliebene Grundwasser abgepumpt werden und der Innenaufbau nach statischen Grundsätzen erfolgen.
- Druckluftsenkkasten oder Caisson – diese werden seit ca. 170 Jahren angewendet. Dabei wird beim Senkkasten oberhalb der Schneidenverstärkung (etwa drei Meter oberhalb des untersten Punktes) eine druckdichte Decke eingebaut. Durch diese Decke führt ein Zugang, der mit einer Druckschleuse für Personal und Material gekoppelt ist. Der im Bereich der Spitze des Senkkastens bestehende Hohlraum ist die Arbeitskammer, in der der tiefere Untergrund abgegraben wird. Dabei wird in die Arbeitskammer so viel Luft gepresst, dass kein Wasser mehr eindringen kann (Effekt der Taucherglocke). Die Arbeitsmannschaft und auch sämtliches Material muss über die Druckluftschleusen in und aus der Arbeitskammer geführt werden. Dies ist relativ aufwändig, da bei der Arbeitsmannschaft die Zeiten für den Druckausgleich unbedingt eingehalten werden müssen.